# Yonder Godoy
Yonder Eduardo Godoy (Guanare, 19 aprile 1993) è un ciclista su strada venezuelano, attivo come Elite/Under-23 dal 2013.

## Palmarès

### Strada
- 2012 (Juniores)

2ª tappa Apertura Temporada de Táchira
Classifica generale Apertura Temporada de Táchira
1ª tappa Apertura Temporada de Trujillo
Classifica generale Apertura Temporada de Trujillo
- 2013 (Androni Giocattoli-Venezuela, due vittorie)

Campionati venezuelani, Prova a cronometro Under-23
Campionati venezuelani, Prova in linea Under-23
- 2014 (Androni Giocattoli-Venezuela, due vittorie)

Campionati venezuelani, Prova a cronometro Under-23
- 2015 (Androni Giocattoli-Sidermec, tre vittorie)

1ª tappa Vuelta a Barinitas
Campionati venezuelani, Prova a cronometro
3ª tappa Vuelta Ciclística a Margarita
- 2023 (Gob. Trujillo, una vittoria)

6ª tappa Vuelta al Tachira en Bicicletta (La Fria > Casa del Padre)

#### Altri successi
- 2014 (Androni Giocattoli-Venezuela)

Classifica giovani Vuelta a Venezuela
- 2023 (Gob. Trujillo, una vittoria)

Classifica a punti Vuelta al Tachira en Bicicletta
- 2024 (Gob. Trujillo Orbea)

1ª tappa Vuelta Ciclistica a Bramón (Bramón > Delicias)

## Piazzamenti

### Grandi Giri
- Giro d'Italia

2014: 76º

### Classiche monumento
- Milano-Sanremo

2017: 76º
- Giro di Lombardia

2014: ritirato
2016: 46º
2017: 30º

### Competizioni mondiali
- Campionati del mondo

Valkenburg 2012 - In linea Under-23: ritirato
Toscana 2013 - In linea Elite: ritirato
Ponferrada 2014 - In linea Under-23: 55º